# Franz von Knapitsch
Franz Edler von Knapitsch (* 15. Juli 1785 in Keutschach am See; † 21. November 1867 in Klagenfurt) war ein österreichischer Advokat und Politiker aus dem Adelsgeschlecht Knappitsch.

## Leben
Von Knapitsch war der Sohn des Pfleger und Gutsbesitzers Franz Sales Edler von Knapitsch. Er war katholischer Konfession und heiratete zwei Mal, die zweite Eheschließung war nach 1846. Er studierte Rechtswissenschaft und wurde zum Dr. jur. promoviert. Von 1820 bis 1867 war er Hof- und Gerichtsadvokat in Klagenfurt. Daneben war er auch Besitzer des Guts Waldhof bei Klagenfurt. Im Jahr 1835 war er Mitgründer und von 1841 bis 1854 Mitglied des Vorstands, dann Direktor der Kärntner Sparkasse in Klagenfurt.
Im Rahmen der Märzrevolution war er im März 1848 Mitverfasser einer Dankadresse des ständischen Ausschusses von Kärnten an den österreichischen Kaiser. Vom 18. Mai 1848 bis zum 1. Juli 1848 (sein Nachfolger war Jacob Scheließnigg) vertrat er den Wahlkreis 2. Kärnten (St. Veit) in der Frankfurter Nationalversammlung. Im Parlament blieb er fraktionslos und stimmte mit dem Rechten Zentrum.
Zwischen 1848 und 1867 war er Präsident der Kärntner Advokatenkammer in Klagenfurt. Er war Mitglied der Landwirtschaftskammer in Klagenfurt sowie der Kärntner Landwirtschaftsgesellschaft in Klagenfurt.